# Matsumuraja capitophoroides
Matsumuraja capitophoroides är en insektsart som beskrevs av Hille Ris Lambers 1966. Matsumuraja capitophoroides ingår i släktet Matsumuraja och familjen långrörsbladlöss. Inga underarter finns listade i Catalogue of Life.